# Extra EA-300
Extra Flugzeugbau EA300 je dvosedežno propelersko akrobatsko letalo z batnim motorjem. Načrtoval ga je nemški akrobatski pilot Walter Extra leta 1987, proizvaja ga istoimensko podjetje Extra Flugzeugbau.
Extra 300 je baziran na Extra 230 iz zgodnjih 1980ih. Extra 300 ima nosilno strukturo iz varjenih jeklenih cevi pokrito z aluminijem in tekstilom (fabric). Deloma so uporabili tudi ogljikova vlakna. Profil krila je simetričen, kar omogoča enake sposobnosti tudi pri hrbtnem letu. Pristajalno podvozje je tipa »taildragger« - z repnim kolesom. Poganja ga 300-konjski batni motor Lycoming AEIO-540 z direktnim vbrizgom.
Prvič je poletel 6. maja 1988 in dobil nemško certifikacijo 16. maja 1990. Enosedežni 300S je poletel 4. marca 1992.
Certificiran je za obremenitve ±10 G z eno osebo in ±8 G z dvema.

## Tehnične specifikacije (EA-300L)
- Posadka: 1
- Kapaciteta: 2
- Dolžina: 6,95 m (22 ft 9½ in)
- Razpon kril: 7,39 m (24 ft 3 in)
- Višina: 2,62 m (8 ft 7¼ in)
- Površina kril: 10,44 m² (112,4 ft²)
- Profil krila: simetričen, brez dihedrala/anhedrala
- Prazna teža: okrog 682 kg
- Naložena teža: 952 kg (2095 lb)
- Uporaben tovor: 270 kg (595 lb)
- Maks. vzletna teža: 952 kg (2095 lb)
- Motor: 1 × Lycoming AEIO-540-L1B5 MT kompozitni propeler (3 ali 4 kraki), 224 kW (300 KM)
- Kapaciteta goriva: 52,7 U.S. gal (199,5 l)

- Neprekoračljiva hitrost: 408 km/h (220 vozlov, 253 mph)
- Potovalna hitrost: 317 km/h (170 vozlov, 196 mph)
- Hitrost izgube vzgona: 102 km/h (55 vozlov, 63 mph)
- Dolet: 944 km (510 nmi, 586 milj)
- Višina leta (servisna): 4875 m (16,000 ft)
- Hitrost vzpenjanja: 16 m/s (3200 ft/min)
- Hitrost obračanja okoli vzdolžne osi: 400 stopinj/s